# Forest Silence
Forest Silence er en ungarsk black metal band, dannet i 1996 i Szombathely.

## Medlemmer
- Winter – vokal

Tidligere medlemmer
- Nagy Andreas – guitar
- Zoltan Schoenberger – trommer

## Diskografi
Full-length
- 2006 – "Philosophy of Winter"

Demo
- 1997 – "The 3rd Winter"
- 2000 – "Winter Circle"
- 2002 – "The Eternal Winter"

EP
- 2010 – "Winter Ritual"